# Armadillosuchus
Armadillosuchus (il cui nome significa "coccodrillo armadillo") è un genere estinto di crocodilomorfo sfagesauride vissuto nel Cretaceo superiore, circa 90 milioni di anni fa (Campaniano-Maastrichtiano), in quella che oggi è la Formazione Adamantina, in Brasile. Il genere contiene una singola specie, ossia A. arrudai, descritta nel febbraio 2009. Armadillosuchus era un animale di media taglia, con una lunghezza stimata di 2 metri (6,6 piedi), per un peso di 120 kg.
Gli sphagesauridi condividono diverse caratteristiche con i mammiferi, specialmente nella morfologia dei denti e della fauci, sebbene non siano correlati con quest'ultimi. Armadillosuchus è particolarmente simile ai mammiferi in quanto possedeva un'armatura pesante caratterizzata da bande flessibili e scudi rigidi che gli ricoprivano la schiena, al posto dei tradizionali osteodermi che rivestono la schiena della maggior parte dei crurotarsi e più simile alla corazza di un moderno armadillo. A causa della sua morfologia unica, si ritiene che questo animale avesse uno stile di vita prettamente terrestre e molto probabilmente fossorio.